# Archives d'Abousir
Sous le titre d'archives d'Abousir sont regroupés tous les lots de papyrus découverts sur le site de la nécropole royale d'Abousir en Basse-Égypte, non loin du Caire.
Ces documents sont uniques en leur genre en raison de leur antiquité et de leur contenu qui apportent des éléments essentiels à la compréhension du fonctionnement de la société de l'Égypte antique sous l'Ancien Empire.

## Découverte
Les premiers lots de ces papyrus sont apparus sur le marché des antiquités du Caire à la fin du XIXe siècle et acquis par de grands égyptologues de l'époque, Flinders Petrie, Naville, Maspero, mais sans en connaître précisément la provenance.
Très vite, leur contenu suscita l'intérêt des égyptologues en ce que ces documents font apparaître les noms de souverains assez peu connus de l'Ancien Empire : ceux de la Ve dynastie. Ces premiers lots seront alors acquis par les grands musées égyptologiques du Caire, de Londres ou de Paris. Il faudra attendre les fouilles de Ludwig Borchardt sur le site d'Abousir pour voir apparaître de nouveaux fragments, notamment dans le complexe funéraire de Néferirkarê Kakaï en 1903.
La troisième série de découvertes n'aura lieu qu'à partir des années 1970, lors des fouilles des temples funéraires de Khentkaous II et de Néferefrê, entreprises par la mission tchèque de l'université Charles (Prague) sous la conduite de Miroslav Verner.

## Contenu
Datées pour la plupart du règne de Djedkarê Isési et pour le reste de celui d'Ounas, ces documents écrits en hiératique se répartissent en trois types d'archives différentes :
- le premier genre est celui de l'inventaire des temples funéraires de la nécropole. Le contenu de chacun des sanctuaires est décrit par des listes et tableaux précisant l'état des objets du culte à chacun des contrôles effectués ;
- le second genre donne des listes des membres du clergé affectés aux temples, avec leurs fonctions et leur présence lors des différents services qui y étaient rendus. Suivent les documents comptables des offrandes livrées depuis les domaines royaux qui sont nommés ;
- enfin, un troisième genre est celui des décrets royaux, confirmant les revenus de certains temples ou réformant le fonctionnement des cultes.

Les textes mentionnent également les temples solaires de la dynastie éclairant leur rôle dans le fonctionnement et l'organisation du culte funéraire à cette époque. Ainsi, les offrandes quotidiennes destinées aux cultes royaux étaient consacrées dans ces sanctuaires avant d'être redistribuées dans les différents temples funéraires de la nécropole. Celui de Niouserrê retrouvé à Abou Ghorab est cité, mais également celui de Néferefrê ou celui de Néferirkarê qui, eux, n'ont pour le moment pas été découverts.
Également, la citation du complexe funéraire de Néferefrê dans ces archives a mis les égyptologues sur la trace de ce pharaon éphémère et permis de découvrir sa pyramide non loin du complexe de Néferirkarê Kakaï.

## Lieux de conservation
- Musée égyptien du Caire
- British Museum, Londres
- University College, Londres
- Ägyptisches Museum, Berlin
- Musée du Louvre, Paris